# Денвер (Північна Кароліна)
Денвер (англ. Denver) — переписна місцевість (CDP) в США, в окрузі Лінкольн штату Північна Кароліна. Населення — 2697 осіб (2020).

## Географія
Денвер розташований за координатами 35°32′36″ пн. ш. 81°2′17″ зх. д. / 35.54333° пн. ш. 81.03806° зх. д. (35.543207, -81.038127).  За даними Бюро перепису населення США в 2010 році переписна місцевість мала площу 16,12 км², з яких 16,10 км² — суходіл та 0,02 км² — водойми.

## Демографія
Згідно з переписом 2010 року, у переписній місцевості мешкало 2309 осіб у 972 домогосподарствах у складі 628 родин. Густота населення становила 143 особи/км².  Було 1058 помешкань (66/км²).
Расовий склад населення:
| - 93,2 % — білих - 2,4 % — чорних або афроамериканців - 0,9 % — корінних американців - 0,6 % — азіатів - 1,7 % — осіб інших рас |

До двох чи більше рас належало 1,2 %. Частка іспаномовних становила 3,8 % від усіх жителів.
За віковим діапазоном населення розподілялося таким чином: 24,0 % — особи молодші 18 років, 61,0 % — особи у віці 18—64 років, 15,0 % — особи у віці 65 років та старші. Медіана віку мешканця становила 39,5 року. На 100 осіб жіночої статі у переписній місцевості припадало 91,6 чоловіків;  на 100 жінок у віці від 18 років та старших — 90,2 чоловіків також старших 18 років.
Середній дохід на одне домашнє господарство  становив 52 610 доларів США (медіана — 38 625), а середній дохід на одну сім'ю — 71 148 доларів (медіана — 49 282). За межею бідності перебувало 18,6 % осіб, у тому числі 23,1 % дітей у віці до 18 років та 3,7 % осіб у віці 65 років та старших.
Цивільне працевлаштоване населення становило 925 осіб. Основні галузі зайнятості: мистецтво, розваги та відпочинок — 17,4 %, освіта, охорона здоров'я та соціальна допомога — 17,1 %, науковці, спеціалісти, менеджери — 16,6 %.